# 382 î.Hr.

## Nașteri
- Filip al II-lea, rege al Macedoniei (din 359 î.Hr.), tatăl lui Alexandru cel Mare (d. 336 î.Hr.).